# Piedritto

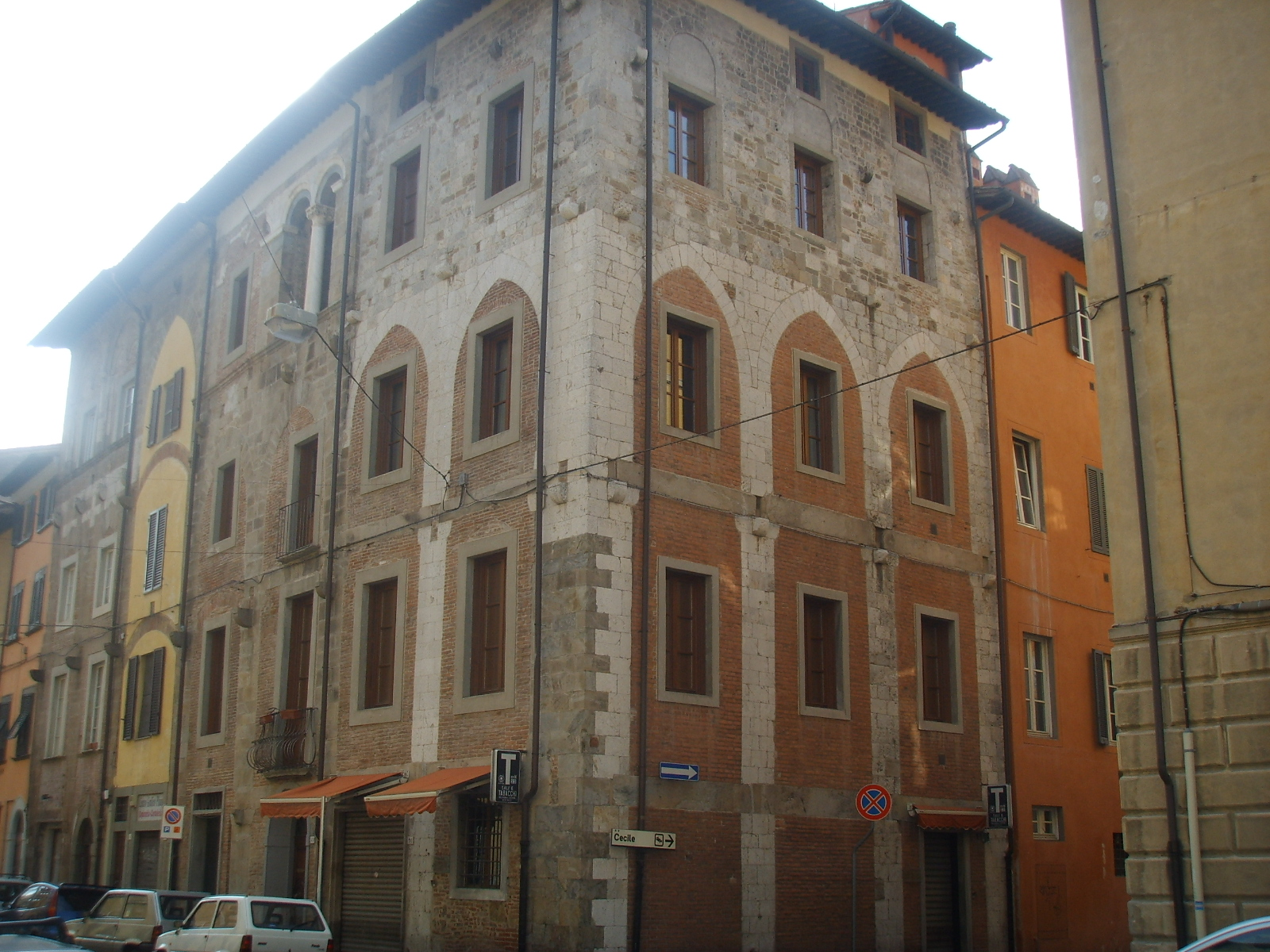
Casa Miniati a Pisa. Gli archi di sostegno della struttura poggiano su piedritti

Il piedritto è un elemento architettonico verticale portante, che sostiene cioè il peso di altri elementi. 

## Descrizione
Poiché la sezione orizzontale del piedritto è indeterminata, la colonna stessa e il pilastro possono essere considerati casi specifici di piedritto (rispettivamente a base circolare e a base quadrangolare o poligonale o mistilinea). Anche nel caso di sostegni verticali inseriti all'interno di una muratura, dove si veda solo una faccia e non sia possibile sapere l'esatta sezione orizzontale, il termine generico di piedritto risulta il più adatto. Il termine si usa spesso anche per indicare i sostegni sui quali appoggia un arco. In tal senso, può dirsi piedritto ogni elemento verticale tra il capitello o il pulvino (se presente) di una colonna e l'imposta dell'arco. 
Se si tratta del piedritto di una porta o di una finestra, si usa il termine stipite.